# Marie-Antoinette Mulot
 (octobre 2018).
Si vous disposez d'ouvrages ou d'articles de référence ou si vous connaissez des sites web de qualité traitant du thème abordé ici, merci de compléter l'article en donnant les références utiles à sa vérifiabilité et en les liant à la section « Notes et références ».
Pour les articles homonymes, voir Mulot (homonymie).
Marie-Antoinette Mulot, née le 26 août 1919 en Camargue et morte le 8 novembre 1999 à Saint-Gilles (Gard), est une herboriste française. 

## Biographie
Par sa formation d'herboriste à la faculté de pharmacie de Montpellier — dont elle a été la dernière diplômée en 1941 —, elle a su créer un trait d'union entre la connaissance empirique des simples et les connaissances modernes de la pharmacopée d'aujourd'hui.
Ses études d'herboriste se fondent sur les connaissances de la pharmacopée de 1937. Elle donne des cours, des démonstrations et des entretiens à l'association « L’École des plantes Clotilde-Boisvert », dont Paul Jovet a été le premier président d’honneur. Autrice de plusieurs ouvrages sur l'herboristerie, elle est officier du mérite agricole et chevalier des palmes académiques.

## Publications
- Élixirs de santé de votre herboriste, 1985
- Soignez vos animaux par les plantes, 1986
- Votre santé par les élixirs : 180 recettes à faire soi-même : crèmes, liqueurs, sirops, ratafias, vins médicinaux, 1986
- Mes 250 réponses à 250 maladies, ou Les secrets de votre herboriste, 1986
- Secret d’une herboriste, 1984
- Balcons & terrasses de l'herboriste, 1989
- Plantes oubliées, plantes mystérieuses de l'herboriste, 1993
- Une herboriste raconte : contes pour dormir, recettes pour guérir, 1997
- La Santé de vos enfants par les plantes, 1999